# Turnee WTA 125 în 2024
Turneele WTA 125 reprezintă circuitul secundar profesionist de tenis organizat de Asociația de Tenis pentru Femei și este a treisprezecea ediție. Turneele WTA 125 nu sunt incluse în seria evenimentelor principale din circuitul WTA și se află deasupra circuitului feminin ITF.
În urma invaziei Rusiei în Ucraina, federațiile de tenis din Rusia și Belarus au fost suspendate și retrase din toate competițiile internaționale pe echipe, iar jucătorilor din Rusia și Belarus nu li se permite să concureze sub drapelul și numele țării lor.

## Program
| Săptămâna     | Turneu                                                                                          | Campioni                                               | Finaliști                              | Semifinaliști                             | Sfert-finaliști                                                              |
| ------------- | ----------------------------------------------------------------------------------------------- | ------------------------------------------------------ | -------------------------------------- | ----------------------------------------- | ---------------------------------------------------------------------------- |
| 1 ianuarie    | Canberra Open Canberra, Australia 115.000 $ – Dură – 32S/16Q/16D                                | Nuria Párrizas Díaz 6–4, 6–3                           | Harriet Dart                           | Clara Tauson Katie Volynets               | Maya Joint Océane Dodin Anna Bondár Nao Hibino                               |
| 1 ianuarie    | Canberra Open Canberra, Australia 115.000 $ – Dură – 32S/16Q/16D                                | Veronika Erjavec Darja Semeņistaja 6–2, 6–4            | Kaylah McPhee Astra Sharma             | Clara Tauson Katie Volynets               | Maya Joint Océane Dodin Anna Bondár Nao Hibino                               |
| 5 februarie   | Mumbai Open Mumbai, India 115.000 $ – Dură – 32S/16Q/16D                                        | Darja Semeņistaja 5–7, 7–6(8–6), 6–2                   | Storm Hunter                           | Arianne Hartono Katie Volynets            | Polina Kudermetova Moyuka Uchijima Park So-hyun Alina Korneeva               |
| 5 februarie   | Mumbai Open Mumbai, India 115.000 $ – Dură – 32S/16Q/16D                                        | Dalila Jakupović Sabrina Santamaria 6–4, 6–3           | Arianne Hartono Prarthana Thombare     | Arianne Hartono Katie Volynets            | Polina Kudermetova Moyuka Uchijima Park So-hyun Alina Korneeva               |
| 19 februarie  | Vallarta Open Nuevo Vallarta, Mexic 115.000 $ – Dură – 32S/16Q/8D                               | McCartney Kessler 5–7, 6–3, 6–0                        | Taylah Preston                         | María Lourdes Carlé Hailey Baptiste       | Yuliia Starodubtseva Jéssica Bouzas Maneiro Robin Montgomery Léolia Jeanjean |
| 19 februarie  | Vallarta Open Nuevo Vallarta, Mexic 115.000 $ – Dură – 32S/16Q/8D                               | Iryna Shymanovich Renata Zarazúa 6–2, 7–6(7–1)         | Angelica Moratelli Camilla Rosatello   | María Lourdes Carlé Hailey Baptiste       | Yuliia Starodubtseva Jéssica Bouzas Maneiro Robin Montgomery Léolia Jeanjean |
| 11 martie     | LTP Women's Open Charleston, Statele Unite 115.000 $ – Zgură – 32S/16Q/16D                      | Elisabetta Cocciaretto 6–3, 6–2                        | Diana Shnaider                         | Wang Yafan Greet Minnen                   | Erika Andreeva Océane Dodin McCartney Kessler Rebeka Masarova                |
| 11 martie     | LTP Women's Open Charleston, Statele Unite 115.000 $ – Zgură – 32S/16Q/16D                      | Olivia Gadecki Olivia Nicholls 6–2, 6–1                | Sara Errani Tereza Mihalíková          | Wang Yafan Greet Minnen                   | Erika Andreeva Océane Dodin McCartney Kessler Rebeka Masarova                |
| 25 martie     | San Luis Potosí Open San Luis Potosí, Mexic 115.000 $ – Zgură – 32S/16Q/16D                     | Nadia Podoroska 6–1, 6–2                               | Francesca Jones                        | Julia Riera Elisabetta Cocciaretto        | Robin Montgomery Suzan Lamens Lucrezia Stefanini Laura Pigossi               |
| 25 martie     | San Luis Potosí Open San Luis Potosí, Mexic 115.000 $ – Zgură – 32S/16Q/16D                     | Anna Bondár Tamara Zidanšek Walkover                   | Laura Pigossi Katarzyna Piter          | Julia Riera Elisabetta Cocciaretto        | Robin Montgomery Suzan Lamens Lucrezia Stefanini Laura Pigossi               |
| 25 martie     | Megasaray Hotels Open Antalia, Turcia 115.000 $ – Zgură – 32S/16Q/16D                           | Jéssica Bouzas Maneiro 6–2, 4–6, 6–2                   | Irina-Camelia Begu                     | Simona Waltert Moyuka Uchijima            | Olga Danilović Polina Kudermetova Polona Hercog Zeynep Sönmez                |
| 25 martie     | Megasaray Hotels Open Antalia, Turcia 115.000 $ – Zgură – 32S/16Q/16D                           | Angelica Moratelli Camilla Rosatello 6–3, 3–6, [15–13] | Tímea Babos Vera Zvonareva             | Simona Waltert Moyuka Uchijima            | Olga Danilović Polina Kudermetova Polona Hercog Zeynep Sönmez                |
| 1 aprilie     | Open Internacional Femení Solgironès La Bisbal d'Empordà, Spania 115.000 $ – Zgură – 32S/16Q/8D | María Lourdes Carlé 3–6, 6–1, 6–2                      | Rebeka Masarova                        | Olga Danilović Dalma Gálfi                | Rebecca Šramková Elsa Jacquemot Oksana Selekhmeteva Zeynep Sönmez            |
| 1 aprilie     | Open Internacional Femení Solgironès La Bisbal d'Empordà, Spania 115.000 $ – Zgură – 32S/16Q/8D | Miriam Kolodziejová Anna Sisková Walkover              | Tímea Babos Dalma Gálfi                | Olga Danilović Dalma Gálfi                | Rebecca Šramková Elsa Jacquemot Oksana Selekhmeteva Zeynep Sönmez            |
| 15 aprilie    | Oeiras Ladies Open Oeiras, Portugalia 164.000 $ – Zgură – 32S/16Q/16D                           | Suzan Lamens 6–4, 5–7, 6–4                             | Clara Tauson                           | Bernarda Pera Kristina Mladenovic         | Francisca Jorge Matilde Jorge Aliona Falei Varvara Lepchenko                 |
| 15 aprilie    | Oeiras Ladies Open Oeiras, Portugalia 164.000 $ – Zgură – 32S/16Q/16D                           | Francisca Jorge Matilde Jorge 6–0, 6–4                 | Harriet Dart Kristina Mladenovic       | Bernarda Pera Kristina Mladenovic         | Francisca Jorge Matilde Jorge Aliona Falei Varvara Lepchenko                 |
| 29 aprilie    | L'Open 35 de Saint-Malo Saint-Malo, Franța 115.000 $ – Zgură – 32S/16Q/16D                      | Loïs Boisson 4–6, 7–6(7–3), 6–3                        | Chloé Paquet                           | Céline Naef Alizé Cornet                  | Clara Burel Peyton Stearns Katie Volynets Jessika Ponchet                    |
| 29 aprilie    | L'Open 35 de Saint-Malo Saint-Malo, Franța 115.000 $ – Zgură – 32S/16Q/16D                      | Amina Anshba Anastasia Dețiuc 7–6(9–7), 2–6, [10–5]    | Estelle Cascino Carole Monnet          | Céline Naef Alizé Cornet                  | Clara Burel Peyton Stearns Katie Volynets Jessika Ponchet                    |
| 29 aprilie    | Catalonia Open Lleida, Spania 115.000 $ – Zgură – 32S/16Q/16D                                   | Kateřina Siniaková 6–4, 4–6, 6–3                       | Mayar Sherif                           | Guiomar Maristany Camila Osorio           | Emma Navarro Arantxa Rus Magdalena Fręch Ashlyn Krueger                      |
| 29 aprilie    | Catalonia Open Lleida, Spania 115.000 $ – Zgură – 32S/16Q/16D                                   | Nicole Melichar-Martinez Ellen Perez 7–5, 6–2          | Katarzyna Piter Mayar Sherif           | Guiomar Maristany Camila Osorio           | Emma Navarro Arantxa Rus Magdalena Fręch Ashlyn Krueger                      |
| 13 mai        | Trophée Clarins Paris, Franța Zgură – 115.000 $ – 32S/16Q/16D                                   | Diana Shnaider 6–2, 3–6, 6–4                           | Emma Navarro                           | Elena-Gabriela Ruse Varvara Gracheva      | Fiona Ferro Alizé Cornet Erika Andreeva Katie Boulter                        |
| 13 mai        | Trophée Clarins Paris, Franța Zgură – 115.000 $ – 32S/16Q/16D                                   | Asia Muhammad Aldila Sutjiadi 7–6(7–3), 4–6, [11–9]    | Monica Niculescu Zhu Lin               | Elena-Gabriela Ruse Varvara Gracheva      | Fiona Ferro Alizé Cornet Erika Andreeva Katie Boulter                        |
| 13 mai        | Parma Ladies Open Parma, Italia Zgură – 115.000 $ – 32S/16Q/16D                                 | Anna Karolína Schmiedlová 7–5, 2–6, 6–4                | Mayar Sherif                           | Renata Zarazúa Jule Niemeier              | Peyton Stearns Kamilla Rakhimova Jesika Malečková Zeynep Sönmez              |
| 13 mai        | Parma Ladies Open Parma, Italia Zgură – 115.000 $ – 32S/16Q/16D                                 | Anna Danilina Irina Khromacheva 6–1, 6–2               | Elixane Lechemia Ingrid Martins        | Renata Zarazúa Jule Niemeier              | Peyton Stearns Kamilla Rakhimova Jesika Malečková Zeynep Sönmez              |
| 3 iunie       | Makarska Open Makarska, Croația Zgură – 115.000 $ – 32S/16Q/8D                                  | Katie Volynets 3–6, 6–2, 6–1                           | Mayar Sherif                           | Wang Xiyu Petra Martić                    | Léolia Jeanjean Brenda Fruhvirtová Maya Joint Nao Hibino                     |
| 3 iunie       | Makarska Open Makarska, Croația Zgură – 115.000 $ – 32S/16Q/8D                                  | Sabrina Santamaria Iryna Shymanovich 6–4, 3–6, [10–6]  | Nao Hibino Oksana Kalashnikova         | Wang Xiyu Petra Martić                    | Léolia Jeanjean Brenda Fruhvirtová Maya Joint Nao Hibino                     |
| 3 iunie       | Open Delle Puglie Bari, Italia Zgură – 115.000 $ – 32S/8Q/8D                                    | Anca Todoni 6–4, 6–0                                   | Panna Udvardy                          | Nadia Podoroska Tamara Zidanšek           | Beatrice Ricci Eva Lys Martina Trevisan Renata Zarazúa                       |
| 3 iunie       | Open Delle Puglie Bari, Italia Zgură – 115.000 $ – 32S/8Q/8D                                    | Anna Danilina Irina Khromacheva 6–1, 6–3               | Angelica Moratelli Renata Zarazúa      | Nadia Podoroska Tamara Zidanšek           | Beatrice Ricci Eva Lys Martina Trevisan Renata Zarazúa                       |
| 10 iunie      | Open Internacional de Valencia Valencia, Spania Zgură – 115.000 $ – 32S/16Q/8D                  | Ann Li 6–3, 6–4                                        | Viktoriya Tomova                       | Iryna Shymanovich Jéssica Bouzas Maneiro  | Darja Semeņistaja Laura Pigossi Elvina Kalieva Marina Bassols Ribera         |
| 10 iunie      | Open Internacional de Valencia Valencia, Spania Zgură – 115.000 $ – 32S/16Q/8D                  | Katarzyna Piter Fanny Stollár 6–1, 4–6, [10–8]         | Angelica Moratelli Renata Zarazúa      | Iryna Shymanovich Jéssica Bouzas Maneiro  | Darja Semeņistaja Laura Pigossi Elvina Kalieva Marina Bassols Ribera         |
| 17 iunie      | Veneto Open Gaiba, Italia Iarbă – 115.000 $ – 32S/8D                                            | Alycia Parks 6–3, 6–1                                  | Bernarda Pera                          | Susan Bandecchi Sara Errani               | Ankita Raina Robin Montgomery Alexandra Eala Kamilla Rakhimova               |
| 17 iunie      | Veneto Open Gaiba, Italia Iarbă – 115.000 $ – 32S/8D                                            | Hailey Baptiste Alycia Parks 7–6(7–4), 6–2             | Miriam Kolodziejová Anna Sisková       | Susan Bandecchi Sara Errani               | Ankita Raina Robin Montgomery Alexandra Eala Kamilla Rakhimova               |
| 8 iulie       | Nordea Open Båstad, Suedia Zgură – 115.000 $ – 32S/16Q/16D                                      | Martina Trevisan 6–2, 6–2                              | Ann Li                                 | Louisa Chirico Nuria Párrizas Díaz        | Diane Parry Katarina Zavatska Tamara Korpatsch Katarzyna Kawa                |
| 8 iulie       | Nordea Open Båstad, Suedia Zgură – 115.000 $ – 32S/16Q/16D                                      | Peangtarn Plipuech Tsao Chia-yi 7–5, 6–3               | María Lourdes Carlé Julia Riera        | Louisa Chirico Nuria Párrizas Díaz        | Diane Parry Katarina Zavatska Tamara Korpatsch Katarzyna Kawa                |
| 8 iulie       | Grand Est Open 88 Contrexéville, Franța Zgură – 115.000 $ – 32S/16Q/16D                         | Lucia Bronzetti 6–4, 6–7(4–7), 7–5                     | Mayar Sherif                           | Gao Xinyu Séléna Janicijevic              | Margaux Rouvroy Elsa Jacquemot Emiliana Arango Dalila Jakupović              |
| 8 iulie       | Grand Est Open 88 Contrexéville, Franța Zgură – 115.000 $ – 32S/16Q/16D                         | Oksana Kalashnikova Iryna Shymanovich 5–7, 6–3, [10–7] | Wu Fang-hsien Zhang Shuai              | Gao Xinyu Séléna Janicijevic              | Margaux Rouvroy Elsa Jacquemot Emiliana Arango Dalila Jakupović              |
| 22 iulie      | Polish Open Varșovia, Polonia Hard – 115.000 $ – 32S/8Q/8D                                      | Alycia Parks 4–6, 6–3, 6–3                             | Maya Joint                             | Maja Chwalińska Leonie Küng               | Mariam Bolkvadze Darja Semeņistaja Isabella Shinikova Lina Glushko           |
| 22 iulie      | Polish Open Varșovia, Polonia Hard – 115.000 $ – 32S/8Q/8D                                      | Weronika Falkowska Martyna Kubka 6–4, 7–6(7–5)         | Céline Naef Nina Stojanović            | Maja Chwalińska Leonie Küng               | Mariam Bolkvadze Darja Semeņistaja Isabella Shinikova Lina Glushko           |
| 5 august      | Ladies Hamburg Open Hamburg, Germania Zgură (i) – 115.000 $ – 32S/16Q/16D                       | Anna Bondár 6–4, 6–2                                   | Arantxa Rus                            | Olga Danilović Elena-Gabriela Ruse        | Mayar Sherif Eva Lys Polina Kudermetova Tamara Korpatsch                     |
| 5 august      | Ladies Hamburg Open Hamburg, Germania Zgură (i) – 115.000 $ – 32S/16Q/16D                       | Anna Bondár Kimberley Zimmermann 5–7, 6–3, [11–9]      | Arantxa Rus Nina Stojanović            | Olga Danilović Elena-Gabriela Ruse        | Mayar Sherif Eva Lys Polina Kudermetova Tamara Korpatsch                     |
| 12 august     | Barranquilla Open Barranquilla, Columbia Hard – 115.000 $ – 32S/16Q/16D                         | Nadia Podoroska 6–2, 1–6, 6–3                          | Tatjana Maria                          | Antonia Ružić Anastasiia Sobolieva        | Suzan Lamens Solana Sierra Mariam Bolkvadze Viktória Hrunčáková              |
| 12 august     | Barranquilla Open Barranquilla, Columbia Hard – 115.000 $ – 32S/16Q/16D                         | Jessica Failla Hiroko Kuwata 4–6, 7–6(7–2), [10–7]     | Quinn Gleason Ingrid Martins           | Antonia Ružić Anastasiia Sobolieva        | Suzan Lamens Solana Sierra Mariam Bolkvadze Viktória Hrunčáková              |
| 2 septembrie  | Guadalajara 125 Open Guadalajara, Mexic Hard – 115.000 $ – 32S/16Q/16D                          | Kamilla Rakhimova 6–3, 6–7(5–7), 6–3                   | Tatjana Maria                          | Anna Karolína Schmiedlová Emiliana Arango | Emina Bektas Olivia Gadecki Rebecca Marino Martina Trevisan                  |
| 2 septembrie  | Guadalajara 125 Open Guadalajara, Mexic Hard – 115.000 $ – 32S/16Q/16D                          | Katarzyna Piter Fanny Stollár 6–4, 7–5                 | Angelica Moratelli Sabrina Santamaria  | Anna Karolína Schmiedlová Emiliana Arango | Emina Bektas Olivia Gadecki Rebecca Marino Martina Trevisan                  |
| 2 septembrie  | Montreux Nestlé Open Montreux, Elveția Zgură – 115.000 $ – 32S/16Q/16D                          | Irina-Camelia Begu 1–6, 6–3, 6–0                       | Petra Marčinko                         | Darja Semeņistaja Nuria Párrizas Díaz     | Anca Todoni Polina Kudermetova Jil Teichmann Tara Würth                      |
| 2 septembrie  | Montreux Nestlé Open Montreux, Elveția Zgură – 115.000 $ – 32S/16Q/16D                          | Quinn Gleason Ingrid Martins 6–3, 4–6, [10–7]          | María Lourdes Carlé Simona Waltert     | Darja Semeņistaja Nuria Párrizas Díaz     | Anca Todoni Polina Kudermetova Jil Teichmann Tara Würth                      |
| 9 septembrie  | Țiriac Foundation Trophy București, România Zgură – 115.000 $ – 32S/16Q/16D Simplu Dublu        | Miriam Bulgaru 6–3, 1–6, 6–4                           | Kathinka von Deichmann                 | Patricia Maria Țig Ekaterine Gorgodze     | María Lourdes Carlé Anouk Koevermans Marie Benoît Alevtina Ibragimova        |
| 9 septembrie  | Țiriac Foundation Trophy București, România Zgură – 115.000 $ – 32S/16Q/16D Simplu Dublu        | Carole Monnet Darja Semeņistaja 1–6, 6–2, [10–7]       | Aliona Bolsova Katarzyna Kawa          | Patricia Maria Țig Ekaterine Gorgodze     | María Lourdes Carlé Anouk Koevermans Marie Benoît Alevtina Ibragimova        |
| 9 septembrie  | Zavarovalnica Sava Ljubljana Ljubljana, Slovenia Zgură – 115.000 $ – 32S/16Q/16D                | Jil Teichmann 7–6(10–8), 6–4                           | Nuria Párrizas Díaz                    | Francesca Jones Olga Danilović            | Victoria Jiménez Kasintseva Kristina Dmitruk Ella Seidel Nuria Brancaccio    |
| 9 septembrie  | Zavarovalnica Sava Ljubljana Ljubljana, Slovenia Zgură – 115.000 $ – 32S/16Q/16D                | Nuria Brancaccio Leyre Romero Gormaz 5–7, 7–5, [10–7]  | Lina Gjorcheska Jil Teichmann          | Francesca Jones Olga Danilović            | Victoria Jiménez Kasintseva Kristina Dmitruk Ella Seidel Nuria Brancaccio    |
| 30 septembrie | Hong Kong 125 Open Hong Kong, China SAR Hard – 115.000 $ – 32S/16Q/16D                          | Ajla Tomljanović 4–6, 6–4, 6–4                         | Clara Tauson                           | Anna Blinkova Varvara Gracheva            | Emma Navarro McCartney Kessler Suzan Lamens Nao Hibino                       |
| 30 septembrie | Hong Kong 125 Open Hong Kong, China SAR Hard – 115.000 $ – 32S/16Q/16D                          | Monica Niculescu Elena-Gabriela Ruse 6–3, 5–7, [10–5]  | Nao Hibino Makoto Ninomiya             | Anna Blinkova Varvara Gracheva            | Emma Navarro McCartney Kessler Suzan Lamens Nao Hibino                       |
| 21 octombrie  | Abierto Tampico Tampico, Mexic Dură – 115.000 $ – 32S/8Q/16D                                    | Marina Stakusic 6–4, 2–6, 6–4                          | Anna Blinkova                          | Sara Sorribes Tormo Rebecca Marino        | Lucrezia Stefanini Tatjana Maria Maya Joint Varvara Lepchenko                |
| 21 octombrie  | Abierto Tampico Tampico, Mexic Dură – 115.000 $ – 32S/8Q/16D                                    | Carmen Corley Rebecca Marino 6–3, 6–3                  | Alina Korneeva Polina Kudermetova      | Sara Sorribes Tormo Rebecca Marino        | Lucrezia Stefanini Tatjana Maria Maya Joint Varvara Lepchenko                |
| 28 octombrie  | Bolivia Open Santa Cruz, Bolivia Zgură – 115.000 $ – 32S/16Q/16D                                | Anca Todoni 7–6(7–5), 6–0                              | Emiliana Arango                        | Panna Udvardy Darja Semeņistaja           | Leyre Romero Gormaz Tara Würth Julia Riera Chloé Paquet                      |
| 28 octombrie  | Bolivia Open Santa Cruz, Bolivia Zgură – 115.000 $ – 32S/16Q/16D                                | Nuria Brancaccio Leyre Romero Gormaz 6–4, 6–4          | Aliona Bolsova Valeriya Strakhova      | Panna Udvardy Darja Semeņistaja           | Leyre Romero Gormaz Tara Würth Julia Riera Chloé Paquet                      |
| 4 noiembrie   | Dow Tennis Classic Midland, Statele Unite Hard (i) – 115.000 $ – 32S/16Q/16D                    | Rebecca Marino 6–2, 6–1                                | Alycia Parks                           | Lesia Tsurenko Lauren Davis               | Karina Miller Alina Korneeva Astra Sharma Varvara Lepchenko                  |
| 4 noiembrie   | Dow Tennis Classic Midland, Statele Unite Hard (i) – 115.000 $ – 32S/16Q/16D                    | Emily Appleton Maia Lumsden 6–2, 4–6, [10–5]           | Ariana Arseneault Mia Kupres           | Lesia Tsurenko Lauren Davis               | Karina Miller Alina Korneeva Astra Sharma Varvara Lepchenko                  |
| 4 noiembrie   | Cali Open Cali, Columbia Zgură – 115.000 $– 32S/16Q/16D                                         | Irina-Camelia Begu 6–3, 6–3                            | Veronika Erjavec                       | Panna Udvardy Tina Nadine Smith           | Camila Osorio Jazmín Ortenzi Leyre Romero Gormaz Anca Todoni                 |
| 4 noiembrie   | Cali Open Cali, Columbia Zgură – 115.000 $– 32S/16Q/16D                                         | Veronika Erjavec Kristina Mladenovic 6–2, 7–6(7–4)     | Tara Würth Katarina Zavatska           | Panna Udvardy Tina Nadine Smith           | Camila Osorio Jazmín Ortenzi Leyre Romero Gormaz Anca Todoni                 |
| 18 noiembrie  | Charleston WTA 125 Charleston, Statele Unite Dură – 115.000 $ – 32S/16Q/16D                     | Renata Zarazúa 6–1, 7–6(7–4)                           | Hanna Chang                            | Lauren Davis Nuria Brancaccio             | Louisa Chirico Gabriela Lee Varvara Lepchenko Leyre Romero Gormaz            |
| 18 noiembrie  | Charleston WTA 125 Charleston, Statele Unite Dură – 115.000 $ – 32S/16Q/16D                     | Nuria Brancaccio Leyre Romero Gormaz 7–6(8–6), 6–2     | Kayla Cross Liv Hovde                  | Lauren Davis Nuria Brancaccio             | Louisa Chirico Gabriela Lee Varvara Lepchenko Leyre Romero Gormaz            |
| 18 noiembrie  | LP Open by Ind Colina, Chile Zgură – 115.000 $ – 32S/16Q/16D                                    | Nina Stojanović 3–6, 6–4, 6–4                          | María Lourdes Carlé                    | Sára Bejlek Mayar Sherif                  | Darja Semeņistaja Guiomar Maristany Francisca Jorge Georgia Crăciun          |
| 18 noiembrie  | LP Open by Ind Colina, Chile Zgură – 115.000 $ – 32S/16Q/16D                                    | Mayar Sherif Nina Stojanović Walkover                  | Léolia Jeanjean Kristina Mladenovic    | Sára Bejlek Mayar Sherif                  | Darja Semeņistaja Guiomar Maristany Francisca Jorge Georgia Crăciun          |
| 25 noiembrie  | Argentina Open Buenos Aires, Argentina Zgură – 115.000 $ – 32S/16Q/16D                          | Mayar Sherif 6–3, 4–6, 6–4                             | Katarzyna Kawa                         | María Lourdes Carlé Sára Bejlek           | Darja Semeņistaja Julia Riera Jazmín Ortenzi Léolia Jeanjean                 |
| 25 noiembrie  | Argentina Open Buenos Aires, Argentina Zgură – 115.000 $ – 32S/16Q/16D                          | Maja Chwalińska Katarzyna Kawa 6–4, 3–6, [10–7]        | Laura Pigossi Mayar Sherif             | María Lourdes Carlé Sára Bejlek           | Darja Semeņistaja Julia Riera Jazmín Ortenzi Léolia Jeanjean                 |
| 2 decembrie   | Open in Arte Angers Loire Angers, Franța Hard (i) – 115.000 $ – 32S/16Q/16D                     | Alycia Parks 7–6(7–4), 3–6, 6–0                        | Belinda Bencic                         | Mona Barthel Dominika Šalková             | Barbora Palicová Victoria Jiménez Kasintseva Océane Dodin Varvara Lepchenko  |
| 2 decembrie   | Open in Arte Angers Loire Angers, Franța Hard (i) – 115.000 $ – 32S/16Q/16D                     | Monica Niculescu Elena-Gabriela Ruse 6–3, 6–4          | Belinda Bencic Céline Naef             | Mona Barthel Dominika Šalková             | Barbora Palicová Victoria Jiménez Kasintseva Océane Dodin Varvara Lepchenko  |
| 2 decembrie   | MundoTenis Open Florianópolis, Brazilia Zgură – 115.000 $ – 32S/16Q/16D                         | Maja Chwalińska 6–1, 6–2                               | Ylena In-Albon                         | María Lourdes Carlé Léolia Jeanjean       | Katarzyna Kawa Nicole Fossa Huergo Valeriya Strakhova Mayar Sherif           |
| 2 decembrie   | MundoTenis Open Florianópolis, Brazilia Zgură – 115.000 $ – 32S/16Q/16D                         | Maja Chwalińska Laura Pigossi 7–6(7–3), 6–3            | Nicole Fossa Huergo Valeriya Strakhova | María Lourdes Carlé Léolia Jeanjean       | Katarzyna Kawa Nicole Fossa Huergo Valeriya Strakhova Mayar Sherif           |
| 9 decembrie   | Open de Limoges Limoges, Franța Hard (i) – 115.000 $ – 32S/16Q/16D                              | Viktorija Golubic 7–5, 6–4                             | Céline Naef                            | Elsa Jacquemot Nuria Párrizas Díaz        | Manon Léonard Erika Andreeva Varvara Lepchenko Carole Monnet                 |
| 9 decembrie   | Open de Limoges Limoges, Franța Hard (i) – 115.000 $ – 32S/16Q/16D                              | Elsa Jacquemot Margaux Rouvroy 6–4, 6–3                | Erika Andreeva Séléna Janicijevic      | Elsa Jacquemot Nuria Párrizas Díaz        | Manon Léonard Erika Andreeva Varvara Lepchenko Carole Monnet                 |

## Informații statistice
Tabelul de mai jos prezintă numărul de titluri de simplu (S) și de dublu (D) câștigate de fiecare națiune în timpul sezonului. Națiunile sunt sortate în funcție de: 1) numărul total de titluri (un titlu la dublu câștigat de doi jucători reprezentând aceeași națiune contează ca o singură victorie pentru națiunea respectivă); 2) o ierarhie simplu > dublu.
WTA a anunțat în martie 2022 că jucătorii care reprezintă Rusia sau Belarus nu vor putea concura sub steagul țării lor respective din cauza invaziei rusești din Ucraina din 2022. Acești jucători nu au concurat sub nicio naționalitate, iar titlurile câștigate de aceste jucătoare nu au fost luate în calcul în calculul total de titluri al unei țări.

### Titluri câștigate per țară
| Total | Țară                  | S | D |
| ----- | --------------------- | - | - |
| 14    | Statele Unite (USA)   | 6 | 8 |
| 7     | România (ROU)         | 5 | 2 |
| 7     | Italia (ITA)          | 3 | 4 |
| 6     | Polonia (POL)         | 1 | 5 |
| 5     | Spania (ESP)          | 2 | 3 |
| 5     | Ungaria (HUN)         | 1 | 4 |
| 4     | Franța (FRA)          | 1 | 3 |
| 4     | Slovenia (SLO)        | 0 | 4 |
| 3     | Argentina (ARG)       | 3 | 0 |
| 3     | Canada (CAN)          | 2 | 1 |
| 3     | Australia (AUS)       | 1 | 2 |
| 3     | Cehia (CZE)           | 1 | 2 |
| 3     | Letonia (LAT)         | 1 | 2 |
| 2     | Elveția (SUI)         | 2 | 0 |
| 2     | Egipt (EGY)           | 1 | 1 |
| 2     | Mexic (MEX)           | 1 | 1 |
| 2     | Serbia (SRB)          | 1 | 1 |
| 2     | Brazilia (BRA)        | 0 | 2 |
| 2     | Marea Britanie (GBR)  | 0 | 2 |
| 2     | Kazahstan (KAZ)       | 0 | 2 |
| 1     | Țările de Jos (NED)   | 1 | 0 |
| 1     | Slovacia (SVK)        | 1 | 0 |
| 1     | Belgia (BEL)          | 0 | 1 |
| 1     | Taipeiul Chinez (TPE) | 0 | 1 |
| 1     | Georgia (GEO)         | 0 | 1 |
| 1     | Indonezia (INA)       | 0 | 1 |
| 1     | Japonia (JPN)         | 0 | 1 |
| 1     | Portugalia (POR)      | 0 | 1 |
| 1     | Thailanda (THA)       | 0 | 1 |

## Distribuția punctelor
| Probă       | C   | F  | SF | QF | R16 | R32 | Q   | Q2  | Q1  |
| ----------- | --- | -- | -- | -- | --- | --- | --- | --- | --- |
| Simplu      | 125 | 81 | 49 | 27 | 15  | 1   | 6   | 4   | 1   |
| Dublu (16D) | 125 | 81 | 49 | 27 | 1   | N/A | N/A | N/A | N/A |
| Dublu (8D)  | 125 | 81 | 49 | 1  | N/A | N/A | N/A | N/A | N/A |